# Joseph T. McNarney

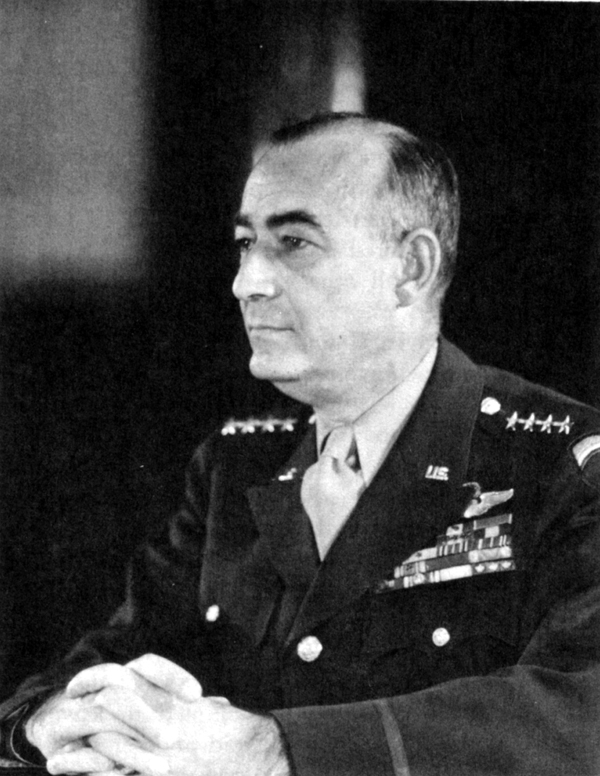
Generalul american Joseph T. McNarney.

Joseph T. McNarney (n. 1893 – d. 1 februarie 1972) a fost un general american, dintre principalii comandanți militari americani din timpul celui de-al doilea război mondial. 